# Para-Ciclismo de Estrada nos Jogos Parapanamericanos de 2019
As competições de ciclismo de estrada nos Jogos Parapan-Americanos de 2019 foram realizadas em Lima, nos dias 30 de agosto e 1 de setembro. As provas aconteceram na Costa Verde San Miguel, em Lima. 
Foram realizados 13 eventos (5 masculinos, 4 femininos e 4 mistos), com a participação de 72 atletas de 14 países.

## Medalhistas
| Evento                            | Ouro                           | Ouro      | Prata                                | Prata     | Bronze                                  | Bronze    |
| --------------------------------- | ------------------------------ | --------- | ------------------------------------ | --------- | --------------------------------------- | --------- |
| Contra relógio C1-5 Masculino     | Rimas Hilario PER Peru         | 40:19.951 | Lauro César Chaman BRA Brasil        | 41:18.624 | Diego Dueñas COL Colômbia               | 41:54.071 |
| Contra relógio C1-5 Feminino      | Clara Brown USA Estados Unidos | 29:57.640 | Daniela Munevar COL Colômbia         | 30:18.944 | Samantha Bosco USA Estados Unidos       | 30:27.426 |
|                                   |                                |           |                                      |           |                                         |           |
| Contra relógio T1-2 Misto         | Jill Walsh USA Estados Unidos  | 34:14.185 | Matthew Rodriguez USA Estados Unidos | 34:17.450 | Michael Shetler CAN Canadá              | 34:18.338 |
| Contra relógio B Misto            | Nelson Serna COL Colômbia      | 38:31.217 | Lowell Taylor CAN Canadá             | 39:46.208 | Carla Shibley CAN Canadá                | 40:19.346 |
| Contra relógio H1-5 Misto         | Mattew Kinnie CAN Canadá       | 31:17.880 | Brandon Lyons USA Estados Unidos     | 31:41.972 | Eduardo Ramos BRA Brasil                | 31:50.361 |
|                                   |                                |           |                                      |           |                                         |           |
| Corrida em estrada T1-2 Misto     | Nestor Ayala COL Colômbia      | 35:02     | Matthew Rodriguez USA Estados Unidos | 35:04     | Michael Shetler CAN Canadá              | 35:36     |
|                                   |                                |           |                                      |           |                                         |           |
| Corrrida em estrada B Masculino   | Nelson Serna COL Colômbia      | 2:18:04   | Raúl Villalba ARG Argentina          | 2:28:03   | Maximiliano Gómez ARG Argentina         | 2:28:03   |
| Corrida em estrada B Feminino     | Carla Shibley CAN Canadá       | 2:33:16   | Annie Bouchard CAN Canadá            | 2:34:53   | Márcia Ribeiro BRA Brasil               | 2:34:59   |
|                                   |                                |           |                                      |           |                                         |           |
| Corrida em estrada H3-5 Masculino | Eduardo Ramos BRA Brasil       | 2:00:10   | Brandon Lyons USA Estados Unidos     | 2:02:58   | Oscar Biga ARG Argentina                | 2:03:17   |
| Corrida em estrada C1-3 Masculino | Alejandro Perea COL Colômbia   | 1:50:31   | Henry Raabe CRC Costa Rica           | 1:50:32   | Joseph Berenyi USA Estados Unidos       | 1:55:04   |
| Corrida em estrada C1-3 Feminino  | Clara Brown USA Estados Unidos | 1:25:14   | Daniela Munevar COL Colômbia         | 1:25:14   |                                         |           |
|                                   |                                |           |                                      |           |                                         |           |
| Corrida em estrada C4-5 Masculino | Lauro César Chaman BRA Brasil  | 2:17:43   | Carlos Vargas COL Colômbia           | 2:17:43   | José Rodriguez DOM República Dominicana | 2:18:13   |
| Corrida em estrada C4-5 Feminino  | Mariela Delgado ARG Argentina  | 1:37:19   | Paula Ossa COL Colômbia              | 1:37:19   | Samantha Bosco USA Estados Unidos       | 1:37:20   |
|                                   |                                |           |                                      |           |                                         |           |

## Quadro de medalhas
| Ordem | País                     | Medalha de ouro | Medalha de prata | Medalha de bronze | Total |
| ----- | ------------------------ | --------------- | ---------------- | ----------------- | ----- |
| 1     | COL Colômbia             | 4               | 4                | 1                 | 9     |
| 2     | USA Estados Unidos       | 3               | 4                | 3                 | 10    |
| 3     | CAN Canadá               | 2               | 2                | 3                 | 7     |
| 4     | BRA Brasil               | 2               | 1                | 2                 | 5     |
| 5     | ARG Argentina            | 1               | 1                | 2                 | 4     |
| 6     | PER Peru                 | 1               |                  |                   | 1     |
| 7     | CRC Costa Rica           |                 | 1                |                   | 1     |
| 8     | DOM República Dominicana |                 |                  | 1                 | 1     |
| TOTAL | TOTAL                    | 13              | 13               | 12                | 38    |